# Maranzana
Maranzana là một đô thị ở tỉnh Asti vùng Piedmont thuộc Ý, nằm ở vị trí cách khoảng 70 km về phía đông nam của Torino và khoảng 25 km về phía đông nam của Asti. Tại thời điểm ngày 31 tháng 12 năm 2004, đô thị này có dân số 317 người và diện tích là 4,5 km².
Maranzana giáp các đô thị: Alice Bel Colle, Cassine, Mombaruzzo và Ricaldone.